# Processador MPPA

Fig.1 Xarxa de processadors en paral·lel

Processador MPPA (acrònim de massively parallel processor array), en ciències de la computació, és un tipus de circuit integrat que posseeix un gran nombre (de l'ordre de centenars o milers) de CPU i memòries RAM treballant en paral·lel. El model de programari és execució en paral·lel de múltiples tasques.

## Arquitectura
- MPPA és una arquitectura MIMD (Multiple Instruction streams, Multiple Data) amb memòria distribuïda d'accés local.
- Cada processador està estrictament encapsulat, accedint només al seu codi i dades. Auesta és la diferència mb els processadors multinucli que tenen la memòria compartida i menys nombre de nuclis. També es diferencien dels processadors gràfics GPGPU que tenen una arquitectura SIMD.

## Aplicacions
- Sistemes incrustats (embedded) d'altes prestacions.
- Ordinadors amb acceleradors de maquinari tal com compressió de vídeo, processament d'imatge, processament de xarxes. ràdio definida via programari.

## Implementacions reals
| Fabricant        | Nom CPU   | Arquitectura         | núm. CPU | RAM                     | Freqüència | Prestacions  | Consum (màx) |
| ---------------- | --------- | -------------------- | -------- | ----------------------- | ---------- | ------------ | ------------ |
| Aspex (Ericsson) |           |                      |          |                         |            |              |              |
| Ambric           | Am2045    | 32 bits, RISC        | 336      | 2 KB(codi)              | 300 MHz    | 1 TeraOPS    |              |
| PicoChip (Intel) | picoArray | 16 bit, Harvard VLIW | 250-300  |                         |            | 200 GIPS     |              |
| Intel            |           |                      |          |                         |            |              |              |
| IntellaSys       | 40C18     | Assíncrona           | 40       |                         |            | 26 MegaOPS   |              |
| GreenArray       | G144A12   |                      | 144      |                         |            |              |              |
| ASOCS            | CR2100    |                      | 1280     |                         | 1.6 GHz    |              |              |
| Tilera           | TILE64    |                      | 72       |                         | 1.2 GHz    |              | 35 W         |
| kalray           | Bostan    |                      | 288      |                         |            |              |              |
| Coherent Logix   |           |                      |          |                         |            |              |              |
| tabula           | ABAX      |                      |          |                         |            |              |              |
| Adapteva         |           |                      |          |                         |            |              |              |
| Sunway           | SW26010   | 64 bit, RISC         | 260      | 16KB(codi) 64 KB(dades) | 1.45 GHz   | 93.01 PFLOPS |              |